# Il Giorno dei Ragazzi
Il Giorno dei Ragazzi bio je tjedni strip dodatak talijanskih novina Il Giorno, koji je izlazio između 1957. i 1968. godine.

## Povijest i profil
Strip je debitirao 28. ožujka 1957. Prvotno je zamišljen kao talijanska verzija britanskog dječjeg časopisa Eagle, od kojih je objavio nekoliko serija poput Dan Dare, pilot iz budućnosti, Storm Nelson i Frank Humphris Jahači s lanca. Također je predstavio značajnu talijansku produkciju, uglavnom šaljivog žanra, koja je uključivala Cocco Billa Benita Jacovittija, Gionnija Galassiju i Toma Ficcanasa, strip verzije Bruna Bozzetta West i Soda te VIP my Brother Superman, Pier Cloruro de 'Lambicchi, Poldo e Poldino Andrea Lavezzolo i Giuseppe Perego, I Naufraghi Pier Carpi i Sergio Zaniboni.
Krajem 1966. godine ugovor s Eagleom je istekao, a nakon toga su mnoge serije naglo nestale; magazin je u siječnju 1967. godine prihvatio format "posteljine", a 1968. godine postaje tabloid, ali prodaja je i dalje opadala, a časopis se napokon zatvorio u prosincu 1968., zamijenivši Giochi-Quiz, dodatak slagalici.
Godine 1993. Il Giorno je pokušao oživjeti brand, stvarajući tjedni strip dodatak pod naslovom Il Giorno Ragazzi. Nakon 22 broja, dodatak je ugrađen na stranice novina, da bi na kraju bio odbačen nakon četrdeset brojeva.